# Cucurbita foetidissima
Cucurbita foetidissima ist eine Pflanzenart aus der Familie der Kürbisgewächse (Cucurbitaceae), die in Nordamerika beheimatet ist.

## Merkmale
Cucurbita foetidissima ist eine ausdauernde, krautige Pflanze. Sie besitzt eine gelbe, fleische Pfahlwurzel von oft über 15 cm Durchmesser und über 1,5 m Länge. Aus der bis zu 70 kg schweren Wurzel entspringen ein bis 30 Sprosse, die bis zu 12 Meter lang werden. Ausläufer können sich bewurzeln und so vegetativ vermehren. 
Die Ranken verzweigen sich mehr als einen Zentimeter über der Basis. Die Blätter sind dick, rund 15 bis 30 Zentimeter groß, dreieckig-oval, mit herzförmigem oder gestutztem Grund. Sie sind nur schwach gelappt. Die Farbe der Blätter ist grau-grün. Sie riechen vor allem nach Zerreiben unangenehm. Die Blattrand ist scharf gezähnt.
Die Art ist gynodiözisch, das heißt, es gibt rein weibliche Pflanzen und Pflanzen, die weibliche und männliche Blüten tragen. Häufig wird die Art auch nur als monözisch beschrieben. Die Blüten stehen einzeln in Blattachseln. Die Blütenkrone ist 9 bis 12 Zentimeter groß. Blütezeit ist Juni bis August. Die Frucht hat einen Durchmesser von sieben bis acht Zentimeter, ist rund, grün, gesprenkelt mit weißen Streifen. Die Samen sind weiß und 12 bis 14 Millimeter groß. 
Die Chromosomenzahl beträgt 2n = 40.

## Blütenökologie
Die Blüten sind nur einen Vormittag lang geöffnet. Die Bestäubung erfolgt vorwiegend durch Bienen der Gattungen Peponapis und Xenoglossa, aber auch durch Honigbienen der Gattung Apis.

## Verbreitung

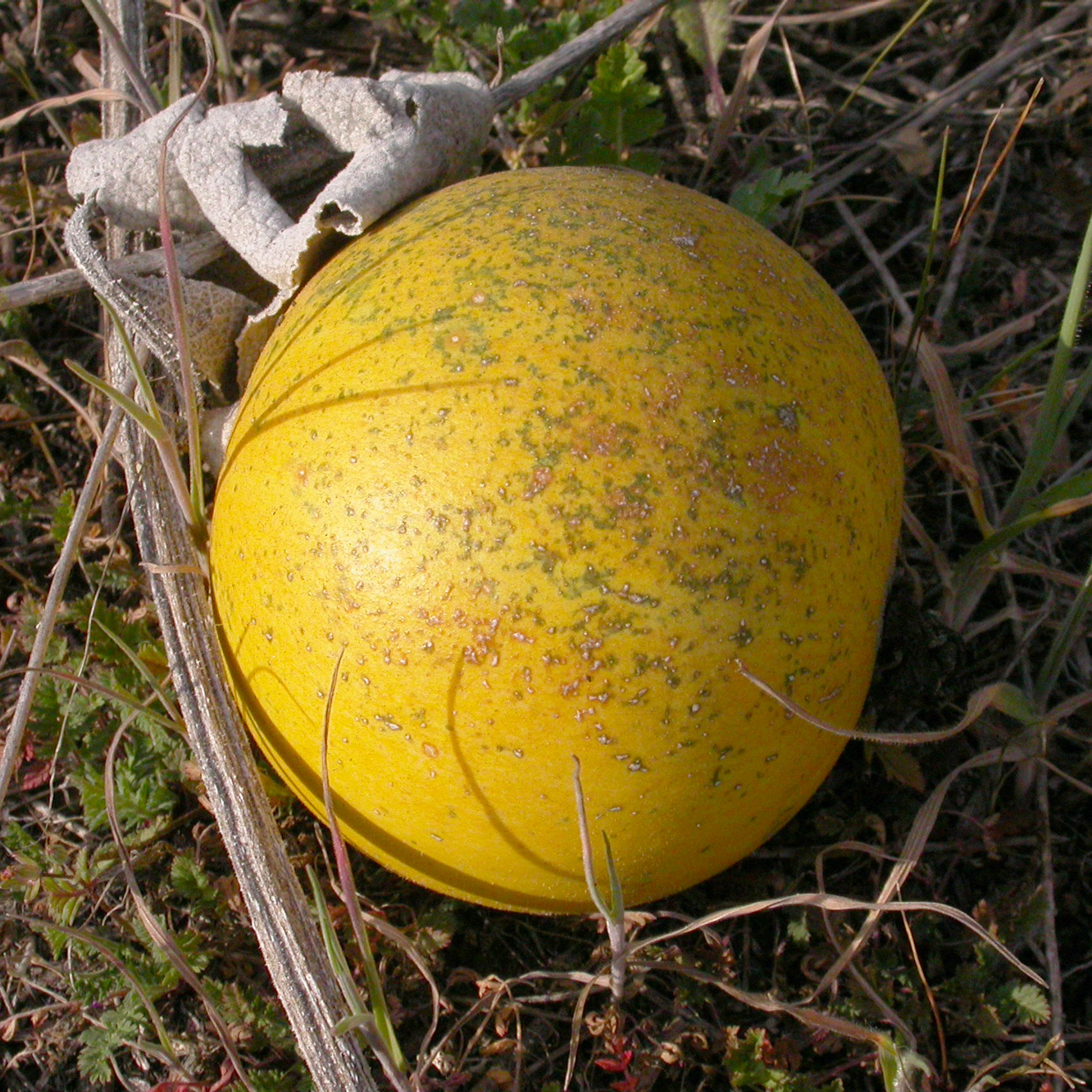
Frucht

Die Art kommt in weiten Teilen der USA sowie im Norden Mexikos vor. Sie wächst auf sandigen und schottrigen Standorten bis in 1300 m Seehöhe in den trockenen Wüsten. Häufig wächst sie zusammen mit Kreosotbüschen. In manchen Gebieten der USA hat sie sich auf gestörten Standorten wie Straßenrändern zum Unkraut entwickelt.

## Nutzung
Die Trockentoleranz der Art hat zu Versuchen geführt, sie kommerziell anzubauen und zu züchten. Sie liefert eine hohe Anzahl von Samen, die öl- und proteinreich sind. Das Laub kann an Rinder verfüttert werden, die Wurzeln liefern Kohlenhydrate. Trotz erheblichem Forschungsaufwand wird die Art nicht kommerziell angebaut. 
Die ganze Pflanze ist reich an Cucurbitacinen und wurde von den Indianern verschiedentlich medizinisch genutzt. Der Gehalt an Triterpen-Saponinen führte zur Verwendung der Früchte als Seife.